# Sudatorium

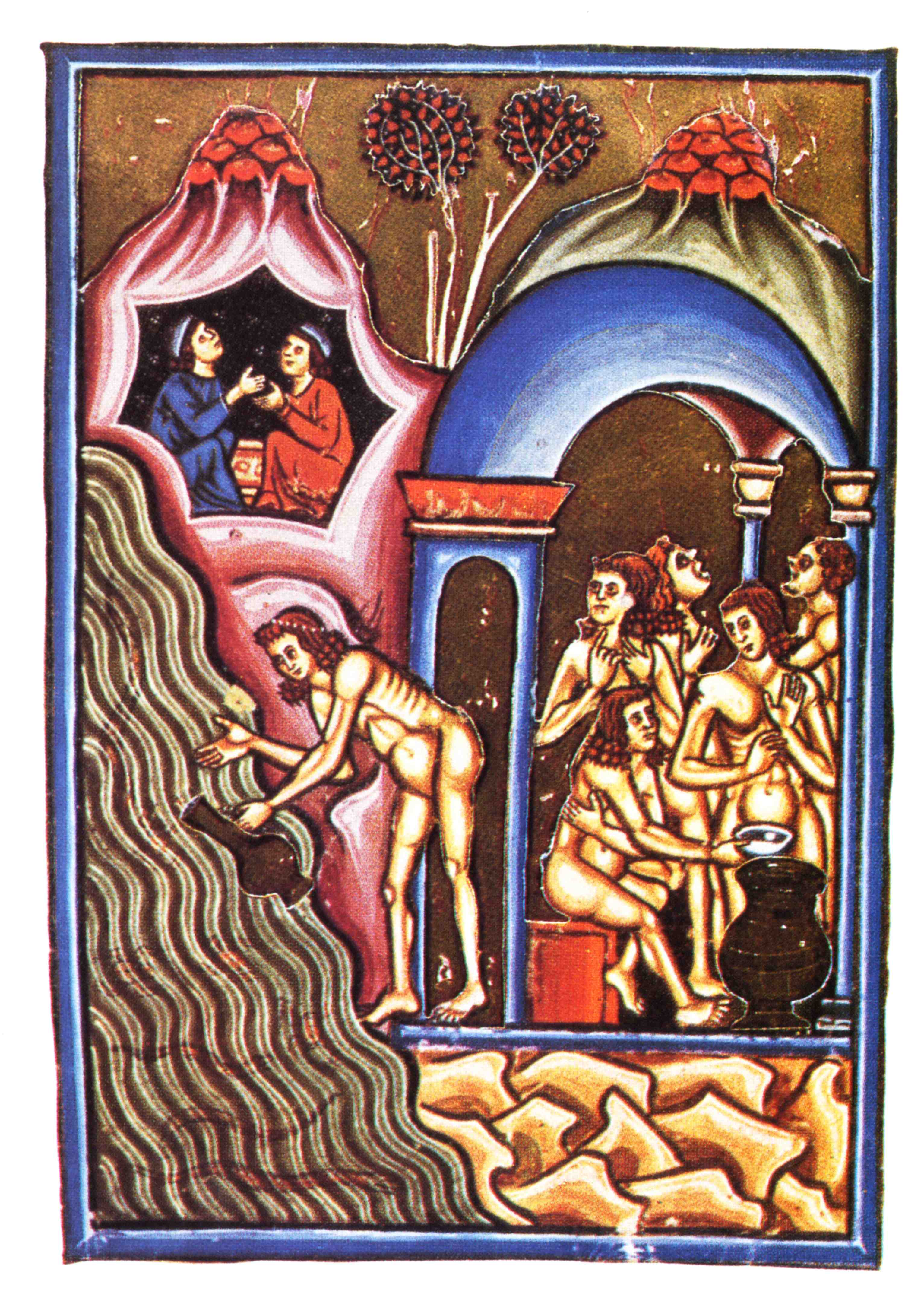
Afbeelding van een sudatorium door Petrus van Ebulo gemaakt in de 13e eeuw. Petrus heeft ook over de medische voordelen van diverse soorten baden geschreven.

Het sudatorium (Latijn: sudor = zweet) was een kleine ronde, van baksteen gebouwde, zweetruimte in de Romeinse thermen. De temperatuur was daar hoger dan in het caldarium omdat het een eigen stookplaats had die extra warmte door de geperforeerde vloer doorliet en dit ook nog eens - door een slaaf - nat gehouden werd. Vanwege de hete vloer liep men op een soort houten slippers.
De luchtvochtigheid in die ruimte was vrij hoog, vermoedelijk meer dan 75%, vanwaar een temperatuur van rond de 50 graden Celsius voldoende was voor het zweeteffect. Middels een klep in het koepelvormige dak kon men de temperatuur regelen. Het gebruik van een sudatorium lijkt op die van de sauna dan wel een stoombad. Na dit hete luchtbad koelde men zich af in het frigidarium.
De Spartaanse vorm van een sudatorium was het laconicum.